# Matteo Vitaioli
Matteo Giampaolo Vitaioli (sinh ngày 27 tháng 10 năm 1989) là một cầu thủ bóng đá người San Marino hiện tại đang thi đấu ở vị trí tiền đạo cho câu lạc bộ La Fiorita tại Campionato Sammarinese di Calcio.

## Sự nghiệp thi đấu

### Câu lạc bộ
Sinh ra tại Fiorentino, San Marino, Vitaioli đã thi đấu cho 4 câu lạc bộ: San Marino Calcio, F.C. Fiorentino, Sammaurese và Tropical Coriano và đã chơi cho 4 câu lạc bộ dưới dạng cho mượn: Empoli (mặc dù anh không thể ra sân một trận nào trong nửa sau của Serie A 2005–06), ASD Cagliese, Real Montecchio và P.D. Castellarano.

### Quốc tế
Anh được coi là một trong những tài năng trẻ triển vọng nhất của Đội tuyển bóng đá quốc gia San Marino, thường được coi là cầu thủ chủ chốt của đội, đá cặp với Andy Selva và Nicola Ciacci trên hàng công của đội bóng.
Anh đã có 85 lần khoác áo đội tuyển cho đến nay và ghi bàn thắng đầu tiên vào ngày 8 tháng 9 năm 2015, trong trận thua 2-1 tại Vòng loại giải vô địch bóng đá châu Âu 2016 trên sân khách trước Litva. Đó là bàn thắng sân khách đầu tiên của San Marino sau 14 năm.

## Số áo
Anh mang áo số 11 ở cả cấp độ câu lạc bộ và đội tuyển quốc gia.

## Bàn thắng quốc tế
Tỷ số và kết quả liệt kê bàn thắng đầu tiên của San Marino, cột điểm cho biết điểm số sau mỗi bàn thắng của Vitaioli.
| # | Thời gian          | Địa điểm                         | Đối thủ | Ghi bàn | Kết quả | Giải đấu                                    |
| - | ------------------ | -------------------------------- | ------- | ------- | ------- | ------------------------------------------- |
| 1 | 8 tháng 9 năm 2015 | Sân vận động LFF, Vilnius, Litva | Litva   | 1–1     | 1–2     | Vòng loại giải vô địch bóng đá châu Âu 2016 |